# Veli Paranak
Veli Paranak je nenaseljeni otočić u hrvatskom dijelu Jadranskog mora.
Njegova površina iznosi 0,034 km². Dužina obalne crte iznosi 0,7 km.